# Rilmazafone
Il rilmazafone (リスミー, Rhythmy, precedentemente noto come 450191-S) è un profarmaco benzodiazepinico idrosolubile sviluppato in Giappone. Ha effetti sedativi e ipnotici. Rilmazafone induce una compromissione della funzione motoria e ha proprietà ipnotiche.
Esso non ha effetti sui recettori delle benzodiazepine in sé, ma una volta all'interno del corpo viene metabolizzato dagli enzimi aminopeptidasi nell'intestino tenue per formare la benzodiazepina attiva 8-chloro-6-(2-clorophenil)-N,N-dimethyl-4H-1,2,4-triazolo [1,5-a][1,4]benzodiazepine-2-carboxammide.